# Blasticorhinus quadripuncta
Blasticorhinus quadripuncta är en fjärilsart som beskrevs av Swinhoe 1902. Blasticorhinus quadripuncta ingår i släktet Blasticorhinus och familjen nattflyn. Inga underarter finns listade i Catalogue of Life.